# Ibrahim Mahlab
Ibrahim Mahlab (El Cairo, Egipto, 1949) es un político e ingeniero egipcio. Fue primer ministro del país de febrero de 2014 a septiembre de 2015.
En 2013 fue ministro de la Vivienda y Desarrollo Urbano hasta la renuncia de Hazem el Beblaui, pasando desde el día 25 de febrero de 2014 a ocupar su cargo nombrado por el presidente Adli Mansur como 53.er primer ministro de Egipto.

## Biografía
Licenciado en ingeniería por la Facultad de la Universidad de El Cairo.
Comenzó trabajando como ingeniero en The Arab Contractors, una de las mayores empresas de ingeniería y construcción de todo Oriente Próximo, en la que ha ocupado numerosos altos cargos.
En el año 2010 inició su carrera política profesionalmente perteneciendo al Partido Nacional Democrático (PDN) hasta su disolución en 2011, que estaba liderado por Hosni Mubarak.
En ese mismo año comenzó siendo miembro de la cámara alta del Parlamento Egipcio.
Tras el Golpe de Estado en Egipto de 2013 dado el día 3 de julio, el político Adli Mansur fue designado como Presidente y Hazem el Beblaui fue como primer ministro interino, la cual Ibrahim Mahlab entró en el nuevo gobierno siendo nombrado en ese mismo año, ministro de Vivienda y Desarrollo Urbano.
Posteriormente el día 24 de febrero de 2014, tras la inesperada renuncia del primer ministro Hazem el Beblaui, el presidente Adli Mansur pidió formar un nuevo gobierno en el país contando con Ibrahim Mahlab escogiéndolo como nuevo 53.er primer ministro de Egipto, comenzando en el cargo un día después a partir del 25 de febrero.
Tras su investidura afirmó sus prioridades:

Tenemos que dedicarnos a trabajar por el bien de Egipto. Nuestra tarea principal será la de velar por la vida segura de los ciudadanos, vamos a trabajar para aplastar el terrorismo.
Ibrahim Mahlab

Además de tener principalmente como prioridad máxima la seguridad nacional, se comprometió a reconstruir para mejorar totalmente la economía del país, también aseguró que una de las prioridades del nuevo gabinete será la de finalizar el actual período de transición con la celebración de elecciones presidenciales y parlamentarias, funcionar con la máxima transparencia posible y hacer todo lo posible para mejorar la vida de todos los ciudadanos.
En cuanto a la formación de su nuevo gobierno, afirmó que se formará próximamente.